# Юсупов, Харис Мунасипович
Харис Мунасипович Юсупов (баш. Харис Монасип улы Йосопов; 24 августа 1929, Аркаулово, Башкирская АССР — 7 июня 2009, Рощино, Челябинская область) — советский, башкирский борец, основатель южноуральской школы дзюдо в Челябинске, по национальности — башкир.

## Биография
В 1958 году окончил Челябинский педагогический институт.
В 1958-60 тренер в Башоблсовете ДСО «Спартак», инструктор физкультуры Кумертауской ТЭЦ.
В 1960 основал уральскую школу дзюдо в Челябинске.
В 1960-70 - старший преподаватель физвоспитания Челябинского высшего авиационного училища штурманов, старший тренер областного совета спортивного общества «Динамо» (капитан, 1969).
С 1969 по 1988 — тренер сборных команд СССР по дзюдо
В 1970-73 годах - старший преподаватель Челябинского филиала Омского института физкультуры.
С 1973 года работал в Челябинском институте физкультуры, заведует кафедрой борьбы, с 1995 — профессор.
В 1969-88 годах тренер сборных СССР среди юношей и юниоров.
С 1993 года в Челябинске проводятся междунар. турниры по дзюдо на призы Х. М. Юсупова.
Профессор-консультант кафедры теории и методики борьбы УралГУФК.

## Достижения
- Заслуженный тренер СССР (1975),
- Заслуженный тренер РСФСР (1969),
- Заслуженный работник физической культуры РСФСР (1989),
- Мастер спорта СССР по классической борьбе (1959),
- Мастер спорта СССР по вольной борьбе (1960),
- Мастер спорта СССР по самбо (1967),
- Мастер спорта РСФСР по национальной борьбе куреш (1960),
- Судья международной категории по дзюдо (1975),
- Судья всесоюзной категории по самбо (1970),
- Судья республиканской категории по греко-римской борьбе (1956) и вольной (1959) борьбе.
- Чемпион РСФСР по национальной (1960) и вольной борьбе (1958-60),
- Чемпион Вооружённых Сил СССР по классической борьбе (1953).
- Многократный чемпион БАССР.

Член Всесоюзной (1970-85) и Всероссийской (с 1971) федераций дзюдо.
Он был первым чемпионом РСФСР по борьбе куреш
Воспитал 4-х чемпионов мира (Виктор Бетанов), 14 чемпионов Европы, 2-х заслуженных мастеров спорта, 11 мастеров спорта международного класса, 250 мастеров спорта.

## Награды и память

Мемориальная доска Юсупову Х.М. (Челябинск)

- Почётный гражданин города Челябинска (2005).
- Кавалер орденов Почёта и Салавата Юлаева, знака отличия «За заслуги перед Челябинской областью».
- В честь Хариса Мунасиповича названа мечеть в Металлургическом районе (ул. 32-я годовщина Октября, 11) и улица в микрорайоне «Парковый» города Челябинска[5].
- На доме, в котором с 1989 по 2009 год жил и работал Харис Мунасипович (ул. Цвиллинга, 36), в память о нём 8 июля 2012 года была установлена мемориальная доска[6].